# Matheus Índio (calciatore 1996)
Matheus da Cunha Gomes, meglio noto come Índio (Rio de Janeiro, 28 febbraio 1996), è un calciatore brasiliano, centrocampista svincolato.

## Caratteristiche tecniche
È un esterno sinistro.

## Carriera

### Club
Ha esordito il 16 marzo 2014 con la Penapolense in un match del Campionato Paulista pareggiato 0-0 contro il Corinthians.

## Statistiche

### Presenze e reti nei club
Statistiche aggiornate al 6 gennaio 2017.
| Stagione             | Squadra              | Campionato           | Campionato | Campionato | Coppe nazionali | Coppe nazionali | Coppe nazionali | Coppe continentali | Coppe continentali | Coppe continentali | Altre coppe | Altre coppe | Altre coppe | Totale | Totale | Totale |
| Stagione             | Squadra              | Comp                 | Pres       | Reti       | Comp            | Pres            | Reti            | Comp               | Pres               | Reti               | Comp        | Pres        | Reti        | Pres   | Reti   |        |
| -------------------- | -------------------- | -------------------- | ---------- | ---------- | --------------- | --------------- | --------------- | ------------------ | ------------------ | ------------------ | ----------- | ----------- | ----------- | ------ | ------ | ------ |
| 2014                 | Penapolense          | A1/SP+D              | 2+1        | 0          | CB              | 0               | 0               |                    | -                  | -                  |             | -           | -           | 3      | 0      |        |
| 2015                 | Vasco da Gama        | A/RJ+A               | 1+0        | 0          | CB              | 2               | 0               |                    | -                  | -                  |             | -           | -           | 3      | 0      |        |
| 2016                 | Vasco da Gama        | A/RJ+B               | 3+0        | 0          | CB              | 0               | 0               |                    | -                  | -                  |             | -           | -           | 3      | 0      |        |
| Totale Vasco da Gama | Totale Vasco da Gama | Totale Vasco da Gama | 4          | 0          |                 | 2               | 0               |                    | -                  | -                  |             | -           | -           | 6      | 0      |        |
| 2016-2017            | Estoril Praia        | PL                   | 26         | 4          | CP+CdL          | 4+1             | 0               |                    | -                  | -                  |             | -           | -           | 31     | 4      |        |
| 2017-2018            | Estoril Praia        | PL                   | 7          | 0          | CP+CdL          | 0               | 0               |                    | -                  | -                  |             | -           | -           | 7      | 0      |        |
| Totale carriera      | Totale carriera      | Totale carriera      | 40         | 4          |                 | 7               | 0               |                    | -                  | -                  |             | -           | -           | 47     | 4      |        |

## Palmarès

### Club

#### Competizioni statali
- Campionato Carioca: 2

Vasco da Gama: 2015, 2016